# Đông Vinh, thành phố Thanh Hóa
Đông Vinh là một xã thuộc thành phố Thanh Hóa, tỉnh Thanh Hóa, Việt Nam.

## Địa lý
Xã Đông Vinh nằm ở phía nam thành phố Thanh Hóa, có vị trí địa lý:
- Phía đông giáp phường Quảng Thịnh
- Phía tây giáp xã Đông Quang
- Phía nam giáp huyện Quảng Xương và xã Đông Nam
- Phía bắc giáp các phường An Hưng, Quảng Thắng.

Xã Đông Vinh có diện tích tự nhiên 4,36 km², quy mô dân số năm 2022 là 4.216 người, mật độ dân số đạt 967 người/km². Dân cư sinh sống tại Đông Vinh chủ yếu là người Kinh.

## Lịch sử
Thời Nhà Nguyễn, xã Đông Vinh thuộc tổng Quang Chiếu, huyện Đông Sơn, phủ Thiệu Hóa, gồm các làng: Đa Sĩ (xã Trường Hựu), Văn Khê, Tam Thọ, Khê Mật. Tên gọi xã Đông Vinh có từ năm 1953.
Ngày 5 tháng 7 năm 1977, nhập 16 xã hữu ngạn sông Chu thuộc huyện Thiệu Hóa với huyện Đông Sơn thành huyện Đông Thiệu, xã Đông Vinh thuộc huyện Đông Thiệu. Đến ngày 30 tháng 8 năm 1982, xã trở lại thuộc huyện Đông Sơn do huyện Đông Thiệu đổi tên thành.
Ngày 29 tháng 2 năm 2012, Thủ tướng Chính phủ ra Nghị quyết 05/NQ-CP về việc điều chỉnh địa giới để mở rộng thành phố Thanh Hóa. Theo đó, xã Đông Vinh được chuyển từ huyện Đông Sơn về thành phố Thanh Hóa.
Ngày 11 tháng 7 năm 2018, Hội đồng nhân dân tỉnh Thanh Hóa khóa XVII thông qua Nghị quyết về việc sắp xếp thôn, tổ dân phố trên địa bàn tỉnh; trong đó có việc nhập thôn Đồng Sâm vào thôn Đa Sỹ. Sau sắp xếp, xã Đông Vinh còn 5 thôn.

## Hành chính
Xã Đông Vinh được chia thành 5 thôn: Đa Sỹ, Đồng Cao, Tam Thọ, Văn Khê, Văn Vật.

## Di tích
- Đình, đền Quang Chiếu: thờ Quận công và Thiên Bồng Đô Nguyên súy có công lập làng
- Đền thờ Cao Sơn Đại Vương
- Từ đường họ Nguyễn
- Chùa Lồi (An Phúc tự).[6]